# 高昌回鶻
9世纪中叶，回鹘汗国崩溃后，一部分回鹘人西迁至天山东部地区，与当地其他突厥部落联合，以高昌地区为核心建立新的国家。宋代史书中称之为高昌回鹘，日本學者慣稱之為西州回鶻。蒙古元代的文献有多種譯法：「畏兀儿、畏吾儿、伟兀、伟吾而、卫吾、委兀、外五、瑰古、乌鹆、畏午儿」等。

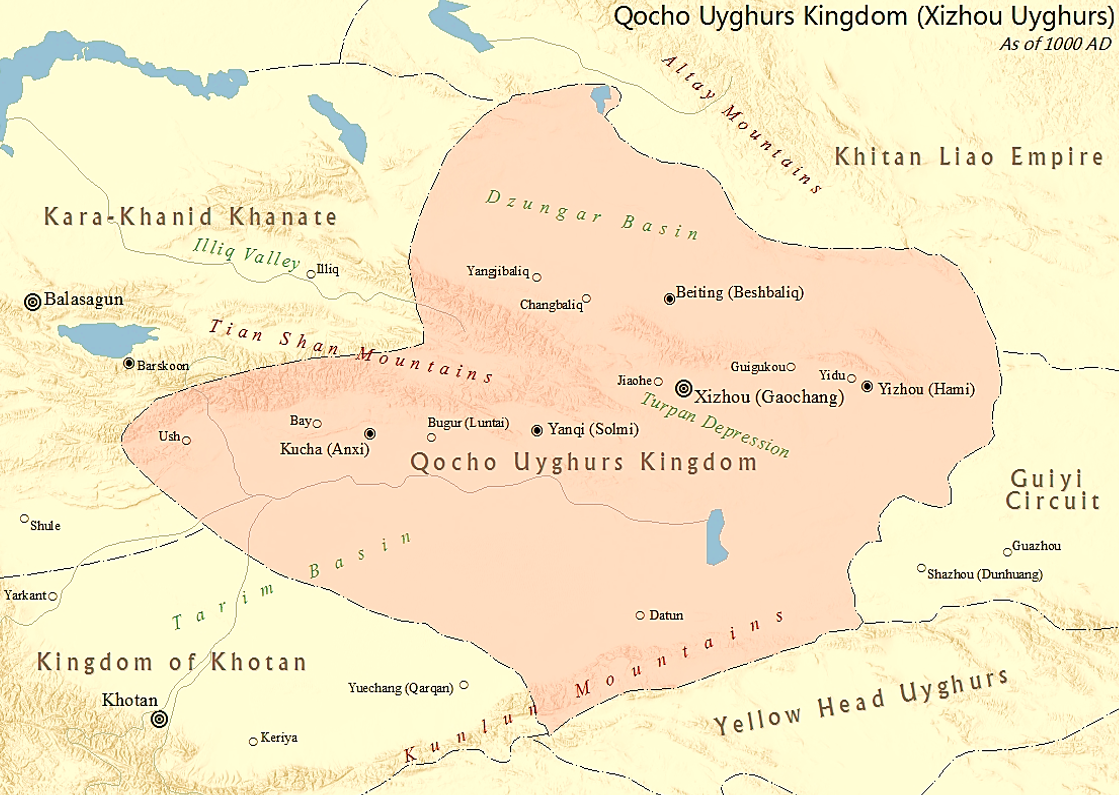
高昌回鶻

## 高昌回鶻的歷史
唐朝咸通七年（866），回鹘首领僕固俊入侵吐蕃並大败其大将論恐热，占領西州、北庭、轮台等地，建立了高昌回鹘王国。
高昌回鹘立國之初，國勢大盛，北達阿爾泰山，南越羅布泊，西南至喀什。其重心是在新疆東部的別失八里與高昌。別失八里是夏宮，高昌是冬宮，轉向半農牧和商業的生活。先是成為契丹辽朝的藩屬國，後成為西遼的附屬國。西遼派一位沙黑納（太師僧少監）監督政事，這位少監不斷逼迫畏兀兒，國王巴而朮·阿兒忒·的斤在1209年襲殺少監，叛離西遼，投降成吉思汗。他因此成為成吉思汗的第五子。畏兀兒是第一個和平併入蒙古的定居國家，對蒙古帝國的架構大有影響，他們是帝國的出色管理者。
元朝與察合台汗國及窩闊台汗國交戰時，畏兀兒人首當其衝，受到重大破壞。吐魯番被察合台汗國攻陷，亦都護帶著大量部眾遷居元朝境內。元末開始，畏兀兒之地漸漸被伊斯蘭化的東察合台汗國佔領，以王族亦都護家族爲代表的拒絕伊斯蘭化的畏兀兒人東遷甘肅永昌一帶，大部分同化於漢族等其他民族，一部分成為裕固族的一大族源，留在原地的畏兀兒人慢慢被察合台人同化而消失成為維吾爾人族源之一。畏兀兒人曾经居住的地方历史上被称为维吾尔斯坦（主要指北疆，而不包括南疆喀什等地的阿爾蒂沙爾）。

## 九姓與托古茲古茲
學者們發現八世紀突厥王朝的突厥文碑文有 Toquz-oghuz 一詞，如《闕特勤碑》南面第二行、《毗伽可汗碑》東面第十二行，學者將此突厥語詞匯比對為漢文的「九姓回紇」及伊斯蘭的「托古茲古茲」。
然而 Toquz-oghuz 的名號百多年來讓學者十分混淆，不知此名從何而來。Toquz 是突厥語「九」，但 oghuz 卻是不明其意，現代學者起名為「九姓烏古斯」。

1962年，法國學者哈密屯 (James Hamilton) 指出，這個不明的 oghuz 其實來自 ughus，ughus即「姓氏」，Toquz-ughus 即「九姓」，此正是唐代漢文史籍的正確翻譯——回紇人有內九姓與外九姓之分，其紀功碑的漢文名為《九姓回鹘可汗碑》。由於「九」Toquz 與「姓」ughus 連寫，前者 -z 將後者的 -s 順同化了變成 -z，變成了 Toquz-ughuz ~ Toquz-oghuz。就是這種突厥語的音韻學現像令到現代學人數十年來百思不得其解，最終被哈密屯所破解。
所以，「九姓烏古斯」已經被證實是一個歷史的錯會之譯法，該正名為「九姓」，以免混淆了十世紀中亞咸海一帶興起的「烏古斯人」(Oghus ~ ghus)。
波斯文史籍如《世界境域志》、《故事的裝飾》等記載的「托古茲古茲」(Toghuzghuz)，擁有如「中國城」（波斯語 Chinanj-kath）即「高昌」（突厥語 Qoco）、「五城」（波斯語Penj-kath）即「別失八里」(突厥語 Besh-baliq＝五城)，如「哈密」（波斯語 Qomul）跟突厥——蒙古語一樣（元明將哈密譯為「哈密力」、「哈梅里」）等等，其描述的領土只擁有新疆的綠州城市。

由此可見，伊斯蘭史籍的「托古茲古茲」並非漠北草原的回鶻王朝，而是指高昌回鶻國。

## 亦都護
突厥語「亦都」 (iduq) 意為神聖。突厥語「護」(qut) 也譯作「骨」，意為福氣。也解神圣陛下。
亦都護 (iduq-qut) 最早見到735年所立的突厥文《毗伽可汗碑》。碑文東面第25行寫著「拔悉密 (Basmil) 亦都護是我的族人」。拔悉密人是一個突厥語部落，卻並非回鶻九姓的部落。後來回鶻人興起，襲破拔悉密人。或許此後回鶻君主就已有「亦都護」的稱號。
然而要遲到回鶻人在840年後遷居高昌、建立高昌回鶻國之後，才看到回鶻君主使用「亦都護」稱號的記載。也有可能是回鶻人遷居高昌後才使用此稱號。

## 宗教

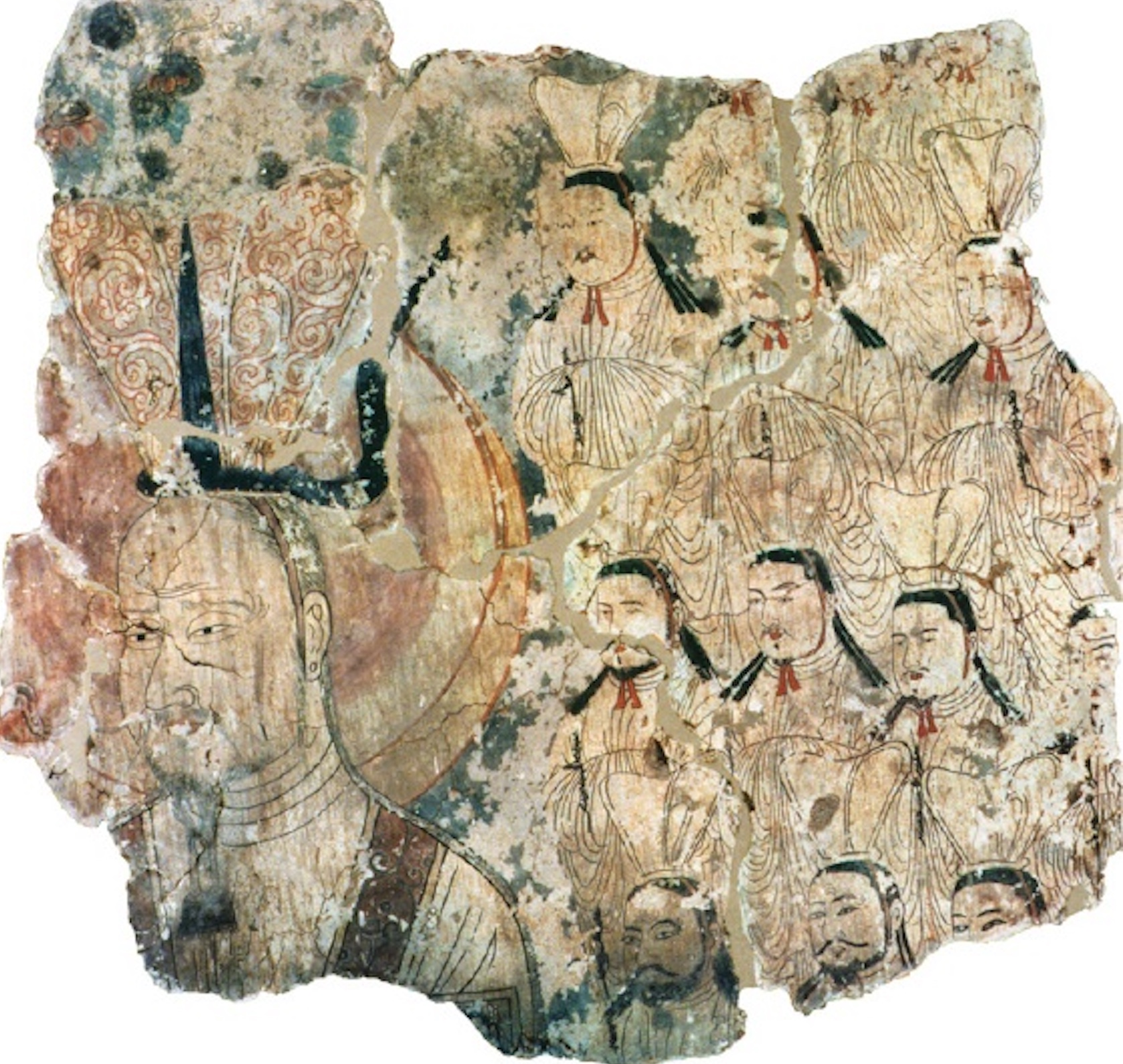
10世纪高昌摩尼教壁画

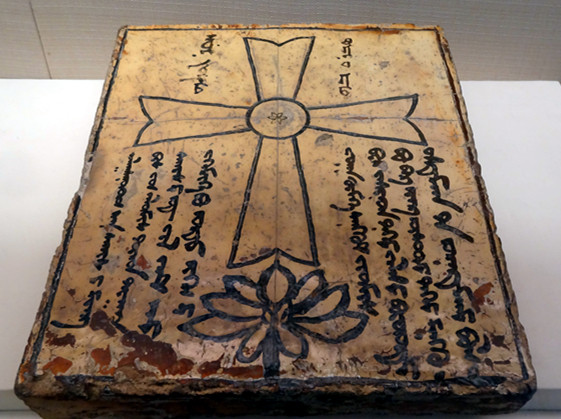
景教铭文，顶部有2行叙利亚语，底部两侧有4行回鹘字母

高昌回鹘的民族主要为突厥语族群、吐火罗人、汉族和伊朗人，如粟特人等。Peter B. Golden写道，畏兀儿接受了粟特字母和粟特宗教（摩尼教、佛教、景教），还将粟特人视为“导师”，同时逐渐取代了他们作为丝绸之路商人和文化传播者的角色。
在高昌回鹘统治期间，一部分人也皈依了伊斯兰教。亦都護曾威胁邻国呼罗珊(薩曼王朝)：若摩尼教徒受到迫害，他也会报复国内的穆斯林并“摧毁清真寺”。他强调，在伊斯兰统治下，高昌的穆斯林比摩尼教徒人数更多，最终成功阻止了呼罗珊的迫害。阿拉伯文献学家伊本·纳迪姆记录了这事件，他称高昌亦都護为“中国国王”。

### 摩尼教
高昌回鹘的统治阶层到960年代也支持佛教，到11世纪初还信奉摩尼教。阿巴斯王朝的穆克塔迪尔一世（908–932）开始在现在的伊拉克迫害摩尼教徒，高昌回鹘给萨曼王朝纳斯尔二世写信威胁要报复境内的穆斯林。934-951年间，摩尼僧侣随同回鹘使团一起出使；965-1022年间，随行的则是佛教徒。高昌的摩尼教大约在866年前后达到顶峰，后来逐渐被佛教取代。这一转变非常明显。摩尼教衰落的原因之一可能是神职人员的生活方式。吐鲁番出土的一份法令称，摩尼教神职人员的生活十分舒适，拥有自己的庄园与奴隶，吃珍馐、着丝绸。

### 汉传佛教
高昌回鹘继续编篡《切韵》，且发展了自己的汉字读音。他们认为汉字“非常尊贵”，因此在根据叙利亚字母创造回鹘字母时，将其从横排改为竖排。

## 宗教冲突

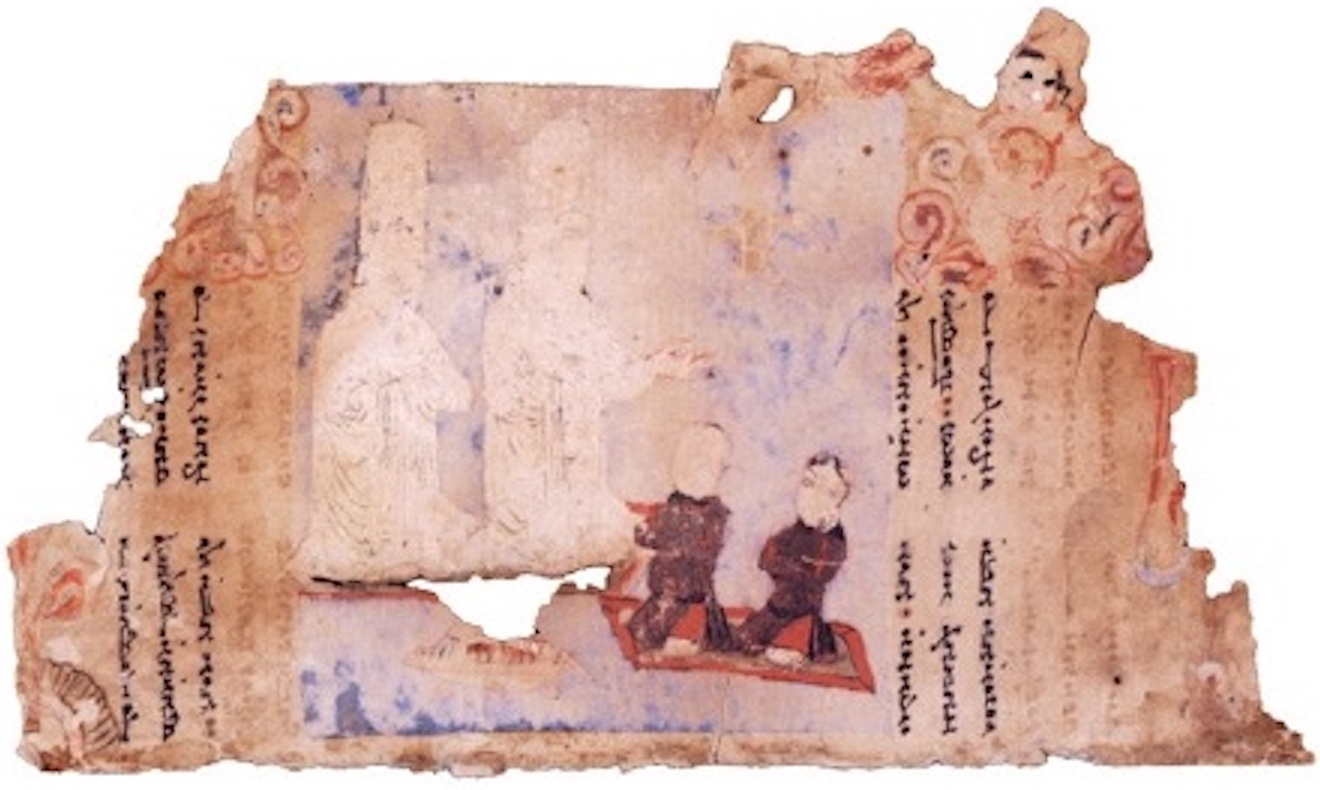
摩尼教经典一页，9世纪中叶

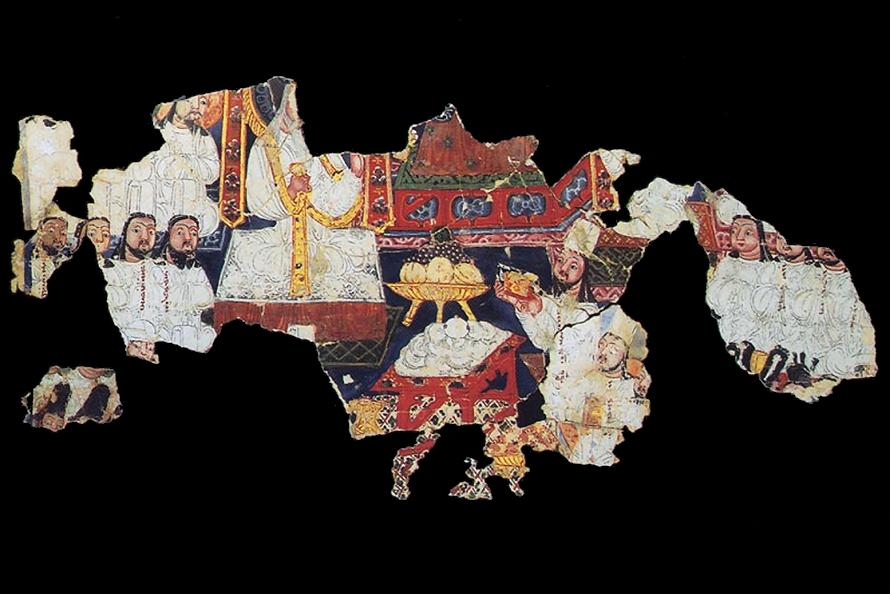
摩尼教抄本残页 MIK III 4979，8-9世纪

### 喀喇汗国
高昌回鹘是大乘佛教徒，宗教身份与其他宗教交织在一起，修筑了柏孜克里克千佛洞。他们收到中国西部土著的文化影响，放弃了突厥字母，转而使用改良的粟特字母，也称为粟特字母。1132年，高昌回鹘成为了西辽的附庸国。
他们不火化死者，而是无棺埋葬。他们总是头朝西埋葬死者。他们的僧侣不剃度，寺庙里没有彩绘或雕刻的佛像。他们的经文语言我们也无法理解。只有河州（即高昌）和沙州（即敦煌）的寺庙和造像与中原地区相似，他们在这些寺庙里诵读汉字写的佛经。——乌古孙仲端
信仰佛教的高昌回鹘人常与西边的穆斯林邻国发生冲突。穆斯林突厥人对高昌回鹘人颇有微词，如麻赫穆德·喀什噶里《突厥语大辞典》：“就该像将荆棘斩草除根，回鹘人也该从眼睛直接打击。”一般称佛教回鹘人为Tat“异教徒”。虽然麻赫穆德·喀什噶里对突厥卜者的信仰和“民族习俗”表现出不同的态度，但在自己的笔下表现出了对佛教的憎恨。在突厥穆斯林看来，toyin（“施主”）、Burxān/Furxan（“佛陀”，在《突厥语大辞典》中有“偶像”的通用含义）之类的佛教词汇都具有负面含义。
据喀什噶里，高昌回鹘曾遭受突厥穆斯林的袭击。喀喇汗国萨图克·博格拉汗夷平了伊犁地区明里克（Minglaq）的佛教寺庙。柏孜克里克千佛洞的壁画遭到反拜像运动的破坏，尤其是嘴巴和眼睛经常被挖掉。壁画碎片也常被当地人打碎，当做肥料。
喀什噶里《三部突厥诗》，“异教徒部落”遭受了三次战败，一词是在额尔齐斯河河谷被喀喇汗人打败，一词是被不明身份的穆斯林突厥打败，还有一次是在“西夏和中国之间的可敦墓”被西夏打败。对佛教、萨满教和摩尼教的战争被喀喇汗国视作圣战，在圣战中阵亡的伊玛目和士兵被尊为圣人。穆斯林可能驱使一些佛教徒前往西夏避难。
这个国家的人种类繁多。他们的头发和胡须像羊毛一样浓密卷曲，颜色从黑色到黄色，变化很大。由于面部毛发浓密，只能看到他们脸上的眼睛和鼻子。他们的口味和习惯也与我们不同。有些穆斯林回鹘人生性残忍，只吃亲手杀死的动物的肉。即使在斋戒时，他们也饮酒进食，毫无不安之感。有些伊力朱（基督徒）回鹘人性格懦弱，不喜杀生，斋戒时也不吃肉。有的印度回鹘人皮肤黝黑，憨厚老实。还有很多其他种类，无法列举。他们的国王从那些皮肤黝黑、相貌丑陋的印度人中挑选宦官，并用火烙他们的脸。——乌古孙仲端

### 蒙古统治

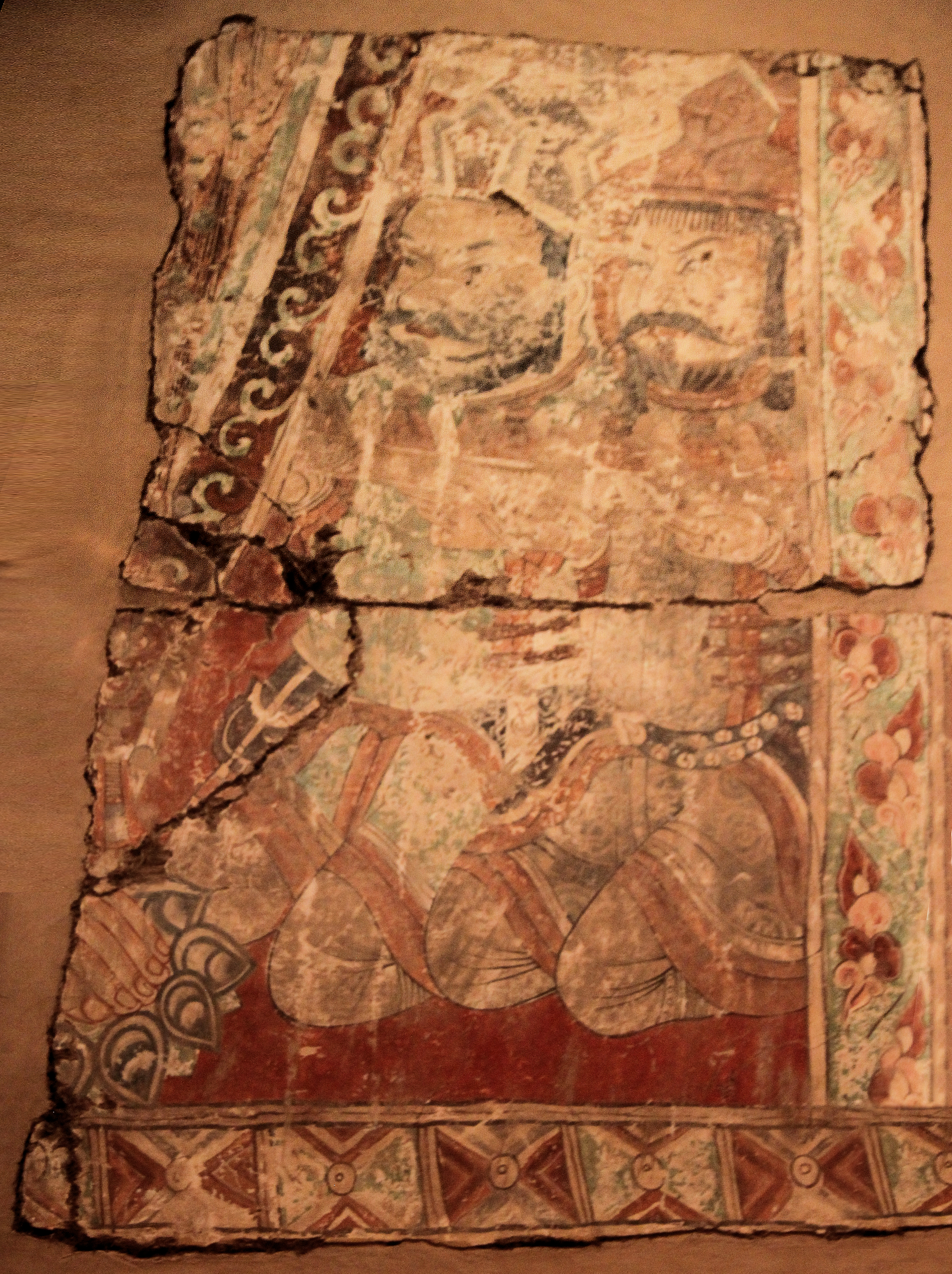
《誓愿图》，吐鲁番，10–12世纪。

1209年，巴而术·阿而忒·的斤效忠成吉思汗，之后高昌回鹘作为附庸存续到1335年。归顺蒙古后，回鹘人作为官僚为蒙古人服务。高昌回鹘后来臣服元朝，对抗察合台汗国。后来，察合台汗八剌消除了元朝对高昌的影响。忽必烈命回鹘人管理宫廷中的高麗人时，高麗国王表示反对；忽必烈反驳说，回鹘的地位高于喀喇汗国，喀喇汗国的地位又高于高麗，因为回鹘是首先归顺蒙古的，且是和平投降，没有抵抗。

### 穆斯林察合台人的征服
高昌回鹘最后的佛教徒在察合台汗国黑的儿火者（1389–1399）治下发动的圣战中被迫皈依了伊斯兰教。米尔咱·马黑麻·海答儿的《详史》（c. 1540，波斯语）写道：“〔黑的儿火者〕对中国两个非常重要的城镇——高昌和吐鲁番发起了战争，并强迫那里的居民皈依伊斯兰教。”察合台汗国还征服了哈密，那里的佛教也被清除，被伊斯兰教取代。讽刺的是，皈依伊斯兰教后，吐鲁番的回鹘人后裔没有保留对佛教的记忆，他们认为是“异教徒卡尔梅克”（这里的Kafir Kalmuk指准噶尔部）在当地建造了佛教建筑。《伊斯兰教百科全书》写道：“那时，吐鲁番的突厥人……忘记了过去的所有其他亮点，将佛教等遗迹归功于‘异教徒卡尔梅克人’。”
佛教城市哈密皈依伊斯兰教是对回鹘佛教的最后一击，虽然吐鲁番穆斯林的名字中仍保存了一些佛教影响。由于伊斯兰教传入塔里木盆地其他城市的时间较晚，哈密和吐鲁番仍在使用皈依伊斯兰教之前的古回鹘人名，西部的则更多使用阿拉伯语人名。出于种种原因，一直有人对新疆历史进行剪裁，意图塑造维吾尔文化中伊斯兰教的非宗教性或虔诚性形象(同時伊斯蘭化的回鶻人也破壞了柏孜克里克千佛洞的壁畫，壁畫的碎片也被當地人折斷用作肥料。)。

## 高昌回鶻君主列表

### 高昌回鹘汗国
- 僕固天王 (Bu:gu: kün/kül/kür täŋri elig)，?864-874?
- 回鶻·愛登曷哩阿那·骨牟里彌施·俱錄·闕·蜜伽·□□·聖〔天〕汗 (Uyγur ay täŋridä [...] qut bulmïš külüg köl bilgä [...] ïduq täŋri xaγan), 九世紀末或十世紀上半葉[63]
- 頡利·毗伽·天王 (il Bilga: Tngri ilig)，約954
- 阿兒思蘭·毗伽·天王·孫古律可汗 (Arslan Bilga: Tngri ilig, Su:ngu:lu:g Qaghan)，約981, 984
- 聖·毗伽·天王 (Bu:gu: Bilga: Tngri ilig)，約996-1007
- 合·阿兒思蘭·骨咄祿·闕·毗伽·天汗 (Alp Arsla Qutlugh Ku:l Bilga: Tngri Qan)，約1007-1019/24
- 闕·毗伽·王汗 (Ku:l Bilga: Tngrika:n)，1019/24後
- 天聖國·毗伽·阿兒思蘭·天·回鶻·答兒罕 (Tngri Bu:gu: il Bilga: Arslan Tngri Uighur Ta:rka:n)，1068後

### 归顺西辽
- 畢勒哥 (Bilga:)，約1123
- 月兒帖木兒，？-1229

### 归顺蒙古帝国
- 巴而朮·阿而忒·亦都護 (Barchuq-Art iduq-qut)，1229-1241
- 怯失迷思 (Kesmez)，1242-1246
- 撒憐丁·的斤 (Sali:ndi: Tigin)，?-1253
- 玉古倫赤·的斤 (O:gru:nch Tigin)，1253-1257
- 馬木剌·的斤 (Mamuraq Tigin)，1257-1265
- 火赤哈兒·的斤 (Qosqar Tigin)，1266-1280
- 紐林·的斤 (Negu:ril Tigin)，1280-1318

### 大元畏兀儿亦都護
由於察合台汗都哇的進攻，高昌被攻陷，回鶻亦都護內遷到甘肅永昌。
- 紐林·的斤 (Negu:ril Tigin)，1280-1318
- 帖睦爾普化 (Ta:mir Buqa)，1322-1330
- 籛吉 (Senggi)，1330-1332
- 太平奴 (Taipindu)，1332-1352

### 察合台汗國回鶻亦都護
回鶻亦都護遷居甘肅後，高昌當地另立亦都護，受察合台汗國統治。
- 吃剌失思·亦都護 (Kira:siz iduq-qut)，?-1309/1318
- 寬徹·亦都護 (Ko:nco:k iduq-qut)，1309/1318-1326/1334
- ？·亦都護，約1339
- 成帖木兒·亦都護 (Ching Timu:r iduq-qut)，約1352, 1348/1360